# Trevor Edgar Hunt
Trevor Edgar Hunt ( 1913 - 1970 ) es un botánico, y músico australiano; especialista orquideólogo.

## Algunas publicaciones
- 1947. A census of South Queensland orchids. Ed. Gillies. 18 pp

- La abreviatura «T.E.Hunt» se emplea para indicar a Trevor Edgar Hunt como autoridad en la descripción y clasificación científica de los vegetales.[2]